# A Star Wars: Látomások szereplőinek listája
Ez a szócikk az Star Wars: Látomások című antológia sorozat szereplőinek felsorolását tartalmazza. A sorozat 2021. szeptember 22-én debütált az Amerikai Egyesült Államokban és 2022. június 14-én Magyarországon a Disney+ - on.

## Szereplők

### 1. évad
| Név                  | Eredeti hang         | Eredeti hang           | Magyar hang                  | Leírás |
| Név                  | Japán                | Angol                  | Magyar hang                  | Leírás |
| A párbaj             | A párbaj             | A párbaj               | A párbaj                     | A párbaj |
| -------------------- | -------------------- | ---------------------- | ---------------------------- | --- |
| Ronin                | Masaki Terasoma      | Brian Tee              | Pál Tamás                    | Egy erőérzékeny vándor, aki sötét oldali erőhasználókra vadászik és gyűjti be kiber kristályaikat.                                                                                         |
| Kouru (banditavezér) | Akeno Watanabe       | Lucy Liu               | Szőlőskei Tímea              | Egy Sith, aki korábbi katonákkal fosztogat. |
| A falu fiatal főnöke | Yuuko Sanpei         | Jaden Waldman          | Rostás Ábel                  | A falu korábbi vezetőjének utódja. Aki mer állni a bandita ellen. |
| Teaház tulajdonosa   | Chō                  | Joe Ochman             | Bácskai János                | Teaházat vezet. Nála áll meg teázni Ronin. Később megjavítja a vándor droidját. Cselekedetéért cserébe megkapja a banditavezér fegyverének esernyőszerű kellékét.                          |
| Trandoshai           | Chado Horii          | JP Karliak             | TBA                          | A falu védelmezői közé tartozik. Megtámadja a Sith-et, aki megölte. |
| RA-7                 | Ikuto Kanemasa       | Michael Sinterniklaas  | TBA                          | Egy minigunnal lövi a fosztogatókat. Amikor a Sith nő megöli a Trandoshai-t, rátámad, de ő is pórul jár.                                                                                   |
| Dug                  | Tasuku Kida          | Adam Sietz             | TBA                          | A falu védelmezői közé tartozik. Egy átalakított kutaszdroidban ülve harcol. |
| Buckalakó            | Takai Otomari        | Michael Sinterniklaas  | TBA                          | A falu védelmezői közé tartozik. Meghal a csatában. |
| Gran                 | Shinya Takahashi     | Neil Kaplan            | TBA                          | A falu védelmezői közé tartozik. Egy ház tetejéről lövöldözött. |
| Tatooine-i rapszódia |                      |                        |                              | |
| Jay                  | Hiroyuki Yoshino     | Joseph Gordon-Levitt   | Sánta László                 | Egy erőérzékeny Jedi Padawan volt A klónok háborúja idején. Azután talált rá Geezer, miután magasról lezuhant és bevette a csapatba, mint énekest.                                         |
| Geezer               | Kōsuke Gotō          | Bobby Moynihan         | Fekete Zoltán                | Egy hutt volt, akit nem érdekelt fajtársai szervezete. A Star Waver banda gitárosa volt. Egy nap eljött érte Boba Fett, mert Jabba a fejét akarja.                                         |
| K-344                | Masayo Fujita        | Shelby Young           | TBA                          | A Star Waver robot gitárosa. |
| Lan                  | Anri Katsu           | Marc Thompson          | Ágoston Péter                | A banda dobosa. Faja a kánonban ismeretlen, 3 feje van és 6 karja. |
| Boba Fett            | Akio Kaneda          | Temuera Morrison       | Dörner György                | Egy fejvadász, - a kánonban Jango Fett fia - akit azért küldött Jabba, hogy elvigye neki Geezert.                                                                                          |
| Az ikrek             |                      |                        |                              | |
| Karre                | Junya Enoki          | Neil Patrick Harris    | Czető Ádám                   | Az ikerpár férfi tagja. Szembeszáll rendeltetésével és nővérével, hogy megmentse őt a haláltól.                                                                                            |
| Am                   | Ryoko Shiraishi      | Alison Brie            | Csuha Borbála                | Az ikerpár női tagja. Azt állítja nem fél a haláltól és vakon követi a Birodalmat. Szembeszáll fivérével, hogy bolygópusztító fegyvert készíthessen a kyber kristályból, amiért harcolnak. |
| B-20N                | Tokuyoshi Kawashima  | Jonathan Lipow         | Bodrogi Attila               | Az ikrek nevelődroidja. Am mellé áll, mert programozása szerint birodalmi. |
| A falu menyasszonya  |                      |                        |                              | |
| F                    | Asami Seto           | Karen Fukuhara         | Bognár Anna                  | Egy Jedi volt, aki Valco hívására érkezett a Keelia bolygóra. |
| Valco                | Takaya Kamikawa      | Cary-Hiroyuki Tagawa   | Németh Gábor                 | Ismeri F-et és ő hívta a Keeliára. |
| Haru                 | Megumi Han           | Nichole Sakura         | Laudon Andrea                | Asu menyasszonya, aki fel akarta áldozni magát, nagyapjáért. |
| Asu                  | Yuma Uchida          | Christopher Sean       | Bogdán Gergő                 | Haru vőlegénye. |
| Saku                 | Mariya Ise           | Stephanie Sheh         | Csifó Dorina                 | Haru testvére volt. Ellen akart állni a fosztogatóknak, de elkapták. F mentette meg. |
| Izuma                | Yoshimitsu Shimoyama | Andrew Kishino         | Maday Gábor                  | A fosztogatók vezetője volt. Bandája főképp B1-es harcidroidokból állt. |
| B1-es harcidroidok   | Matthew Wood         | Matthew Wood           | Bor László                   | Korábban szeparatista harcidroidokat átprogramozták a fosztogatók saját céljaikra. |
| A kilencedik jedi    |                      |                        |                              | |
| Lah Kara             | Chinatsu Akasaki     | Kimiko Glenn           | Engel-Iván Lili              | A fegyverkovács, Lah Zima erőérzékeny lánya, a Jedi. |
| Juro őrgróf          | Tetsuo Kanao         | Andrew Kishino         | Lux Ádám                     | Ő volt a Hy Izlan bolygó őrgrófja. Titokban Jedi volt. Összehívott 7 erőérzékeny mester nélküli Jedit, hogy egyesítsék a rendet.                                                           |
| Lah Zhima            | Shin-ichiro Miki     | Simu Liu               | Posta Victor                 | Lah Kara apja, fegyverkovács. Juro Gróf bízta meg, hogy készítsen 9 fénykardot. Ezen fénykardok a használójuk tulajdonságaihoz igazodtak színeikben.                                       |
| Ethan                | Hiromu Mineta        | Masi Oka               | Nagy Gereben                 | Egy erőérzékeny, mester nélküli Jedi. |
| Homen                | Hinata Tadokoro      | Patrick Seitz          | Varga Rókus                  | Egy Jedi, akit egy időre hatalmába kerít, az őt körülvevő sötétség. |
| Roden                | Kazuya Nakai         | Greg Chun              | Gacsal Ádám                  | Egyike volt azon Sitheknek, akik Jedi padawannak álcázva magukat elmentek Juro Grófhoz. Képes volt vörös erővillámot használni.                                                            |
| Hanbei               | Jin Uyarama          | Adam Sietz             | Papp János                   | Roden társai voltak. |
| Hen Jin              | Daisuke Hirakawa     | Michael Sinterniklaas  | Czupi Áron                   | Roden társai voltak. |
| Toguro               | Ryota Takeuchi       | Kyle McCarley          | György-Rózsa Sándor          | Roden társai voltak. |
| Niizo                | Rina Sato            | Eva Kaminsky           | TBA                          | Roden társai voltak. |
| Jedivadászok         | Shoya Ishige         | Kyle McCarley          | TBA                          | A Sithek elküldték őket, hogy elfogják Lah Zhimát és lányát. Ez félig sikerült is, de Karát nem tudták elkapni.                                                                            |
| Jedivadászok         | Hiroki Takahashi     | Michael Shinterniklaas | TBA                          | A Sithek elküldték őket, hogy elfogják Lah Zhimát és lányát. Ez félig sikerült is, de Karát nem tudták elkapni.                                                                            |
| Csónakosdroid        | Chō                  | JP Karliak             | TBA                          | Ő vitte föl az állomásra Karát egy kis pénzért cserébe. |
| Narrátor             | Akio Ōtsuka          | Neil Kaplan            | Dézsy Szabó Gábor            | — |
| T0-B1                |                      |                        |                              | |
| T0-B1                | Masako Nozawa        | Jaden Waldman          | Vida Bálint                  | Egy robot, aki Jedi szeretne lenni. |
| Mitaka               | Tsutomu Isobe        | Kyle Chandler          | Rosta Sándor                 | Egy tudós, aki robotjai segítségével életet akar hozni a bolygójára. |
| Inkvizitor           | Kentaro Ito          | Neil Kaplan            | TBA                          | Egy Jedivadász, aki megölte Mitaka professzort, azután, hogy TO-B1 elküldte az üzenetet.                                                                                                   |
| Rohamosztagos        | Yuuki Shin           | Michael Shinterniklaas | TBA                          | Ő jelentette az inkvizitornak a fura üzenetet. |
| Az öreg              |                      |                        |                              | |
| Dan G'vash           | Yuichi Nakamura      | Jordan Fisher          | Baráth István                | Tajin padawanja volt majdnem belehalt Az Öreggel való párbajába. |
| Tajin Crosser        | Takaya Hashi         | David Harbour          | TBA                          | Dan mestere volt. Miután érzékelte Az Öreget, megtalálta és legyőzte. |
| Az Öreg              | Kenichi Ogata        | James Hong             | TBA                          | Egy Sith volt, aki túlélte társait. Már nagyon öreg volt ezért győzhette őt le Tajin Jedi mester                                                                                           |
| Lop és Ocho          |                      |                        |                              | |
| Lop                  | Seiran Kobayashi     | Anna Cathcart          | Pekár Adrienn                | Egy birodalmi rabszolga volt. Megszökött és a Yasaburo család vette gondozásba. A családját fontosabbnak tartja a fejlődésnél, ezért apja és Ochō közé áll.                                |
| Ochō                 | Risa Shimizu         | Hiromi Dames           | ? Hegedűs Johanna (fiatalon) | A Yasaburo család vér szerinti örököse. Őt csak a fejlődés érdekli és szembeszáll apjával.                                                                                                 |
| Yasaburo             | Tadahisa Fujimura    | Paul Nakauchi          | Papucsek Vilmos              | A család feje, ő a hagyományokat és a családot képviseli. Nem szeretne harcolni a lányával, de a Birodalmat sem akarja.                                                                    |
| Birodalmi tiszt      | Taisuke Nakano       | Kyle McCarley          | Bor László                   | Elhívta Ochō-t, hogy csatlakozzon a Birodalomhoz. |
| Suke                 | Setsuji Sato         | Adam Sietz             | TBA                          | A család szolgái. |
| Kaku                 | Atsushi Imaruoka     | Michael Sinterniklaas  | TBA                          | A család szolgái. |
| Narrátor             | Tomomichi Nishimura  | Eva Kaminsky           | Mohácsi Nóra                 | — |
| Akakiri              |                      |                        |                              | |
| Tsubaki              | Yū Miyazaki          | Henry Golding          | Blahó Gergely                | Egy Jedi Lovag, szerelmes Misa-ba. |
| Misa                 | Lynn                 | Jamie Chung            | Czető Zsanett                | Királykisasszony. Megölték az apját és egy korábbi ismerősétől, szerelmétől, Tsubakitól kért segítséget.                                                                                   |
| Kamahachi            | Wataru Takagi        | Keone Young            | Elek Ferenc                  | Ők fuvarozták el Misát és Tsubakit. |
| Senshuu              | Chō                  | George Takei           | TBA                          | Ők fuvarozták el Misát és Tsubakit. |
| Masago               | Yukari Nozawa        | Lorraine Toussaint     | Solecki Janka                | A volt király testvére, akit megölt. Kiderült róla, hogy egy Sith. |
| Mester               | Katsuhiko Sasaki     | Paul Nakauchi          | Petridisz Hrisztosz          | Tsubaki mestere. Egy visszatekintésben találkozunk vele. |

### 2. évad
| Név                       | Eredeti hang                       | Eredeti hang                       | Magyar hang                               | Leírás |
| Név                       | Eredeti                            | Angol                              | Magyar hang                               | Leírás |
| Sith                      | Sith                               | Sith                               | Sith                                      | Sith |
| ------------------------- | ---------------------------------- | ---------------------------------- | ----------------------------------------- | --- |
| Lola                      | Úrsula Corberó                     | Úrsula Corberó                     | Pap Katalin                               | Egykori Sith tanítvány, aki áttért a világos oldalra és el akarja törölni magából a sötétséget. |
| Sith mester               | Luis Tosar                         | Luis Tosar                         | Orosz Gergely                             | Lola korábbi mestere. |
| Sikolycsúcs               |                                    |                                    |                                           | |
| Daal                      | Eva Whittaker                      | Eva Whittaker                      | Laudon Andrea                             | Munkatáborban dolgozik, ki szeretne szabadulni, ezért elmegy társaival a Sikolycsúcsra. |
| Baython                   | Alex Connolly                      | Alex Connolly                      | Rada Bálint                               | Daal barátja, elkíséri és támogatja mindenben. |
| Quinn                     | Noah Rafferty                      | Noah Rafferty                      | Tóth Csanád                               | Kisgyerekek, akik elkísérik Daalt. |
| Keena                     | Molly McCann                       | Molly McCann                       | Bak Julianna                              | Kisgyerekek, akik elkísérik Daalt. |
| Szellem                   | Niamh Moyles                       | Niamh Moyles                       | Kovács Olga                               | Egy vén nő, aki feltehetően Sith volt. |
| Sith mester               | Anjelica Huston                    | Anjelica Huston                    | Sági Tímea                                | Egy Sith nő, aki tanítványául fogadja Daalt. |
| A csillagokban            |                                    |                                    |                                           | |
| Tichina                   | Julia Oviedo                       | Julia Oviedo                       | TBA                                       | Egy kislány, aki hisz benne, hogy erőérzékeny és le akarja győzni a Birodalmat |
| Koten                     | Valentina Muhr                     | Valentina Muhr                     | Cserna Lulu                               | Tichina nővére, aki megpróbálja húgát féken és biztonságban tartani. |
| Birodalmi tiszt           | Kate Dickie                        | Kate Dickie                        | Penke Bence                               | Egy helyi vezető birodalmi tiszt. |
| Az anyád vagyok           |                                    |                                    |                                           | |
| Wedge Antilles            | Denis Lawson                       | Denis Lawson                       | Kisfalusi Lehel                           | Híres Lázadó pilóta. |
| Annisoukaline Kalfus      | Charithra Chandran                 | Charithra Chandran                 | Pánics Lilla                              | Ambiciózus twi’lek lány, aki pilóta szeretne lenni. |
| Kalina Kalfus             | Maxine Peake                       | Maxine Peake                       | Sági Tímea                                | Anni anyja. |
| Julan Van Reeple          | Bebe Cave                          | Bebe Cave                          | Csifó Dorina                              | Gazdag lány, aki úgy hiszi mindent megtehet. |
| Dorota Van Reeple         | Daisy Haggard                      | Daisy Haggard                      | Kisfalvi Krisztina                        | Julan anyja. |
| Út a sötét fejhez         |                                    |                                    |                                           | |
| Ara                       | Jang Ye Na                         | Ashley Park                        | Ágoston Katalin Ruszkai Szonja (fiatalon) | Egy lány, aki látomások értelmezésével foglalkozott és úgy hiszi ezek a látomások segíthetnek a Jediknek a Sithek ellen folytatott háborúban. Szerinte a sötét oldalt jelképező szobor fejét le kéne vágni. |
| Toul                      | Lee Kyung Tae                      | Eugene Lee Yang                    | Ács Balázs                                | Jedi padawan, akinek meg kell küzdenie a sötét oldal csábításával. Ő segít Arának küldetésében. |
| Bichan                    | Yun Yong Sik                       | Daniel Dae Kim                     | Hám Bertalan                              | Sith mester, aki megpróbálja Toult az ő oldalára fordítani. |
| Duta mester               | Choi Soo Min                       | Jonella Landry                     | Orosz Gergely                             | Jedi mesterek. |
| Moru mester               | Lee So Young                       | Judy Alice Lee                     |                                           | Jedi mesterek. |
| Leesagum mester           | Shin Yong Woo                      | Greg Chun                          | TBA                                       | Jedi mesterek. |
| Boltos                    | Shin Yong Woo                      | Greg Chun                          | TBA                                       | Boltos akitől Ara vesz különleges tárgyakat. |
| Edzőtárs                  | Lim Chae Heon                      | Greg Chun                          | TBA                                       | Toul edzőtársa. |
| A táncos kém              |                                    |                                    | TBA                                       | |
| Loi'e                     | Camille Cottin                     | Camille Cottin                     | Bozó Andrea                               | Táncosnő, aki a Galaktikus Birodalom katonáinak tart előadást, ezzel fedi el birodalomellenességét. |
| Hétis                     | Kaycie Chase                       | Kaycie Chase                       | Lamboni Anna                              | Loi'e társa, aki a pincér szerepét tölti be. |
| Jon                       | Lambert Wilson                     | Lambert Wilson                     | Beratin Gábor                             | Nyomkövetőket készít Loi'e-nak, aki azokat birodalmi katonákra helyezi. |
| Birodalmi tiszt           | Rudi-James Jephcott                | Rudi-James Jephcott                | TBA                                       | Birodalmi tiszt, akit Loi'e megpróbál megölni. |
| Mee'ma                    | Barbara Weber-Scaff                | Barbara Weber-Scaff                | TBA                                       | Loi'e társa, ő a zenéért felel. |
| A golaki banditák         |                                    |                                    |                                           | |
| Rani                      | Sonal Kaushal                      | Sonal Kaushal                      | Boldog Emese                              | Erőérzékeny kislány, aki nem érti miért menekülnek a Birodalom elől. |
| Charuk                    | Suraj Sharma                       | Suraj Sharma                       | Molnár Levente                            | Rani bátyja, aki próbálja őt elrejteni. |
| Rugal                     | Lillete Dubey                      | Lillete Dubey                      | Hirling Judit                             | Egy idős Jedi nő. |
| Inkvizitor                | Neeraj Kab                         | Neeraj Kab                         | TBA                                       | Birodalmi inkvizitor, aki Ranit keresi. |
| Maghadi                   | Sahil Vaid                         | Sahil Vaid                         | TBA                                       | Részegek, aki Rugal szórakozóhelyén vannak. |
| Dhoona                    | Sumanto Ray                        | Sumanto Ray                        | TBA                                       | Részegek, aki Rugal szórakozóhelyén vannak. |
| A verem                   |                                    |                                    |                                           | |
| Crux                      | Daveed Diggs                       | Daveed Diggs                       | Baráth István                             | Munkatáborban ragadt fiú, aki kimászik és segítséget kér. |
| Eureka                    | Anika Noni Rose                    | Anika Noni Rose                    | Kovács Olga                               | Munkatáborban ragadt emberek, nem igazán hisznek a kijutásban. |
| Anya                      | Anika Noni Rose                    | Anika Noni Rose                    | Roatis Andrea                             | Munkatáborban ragadt emberek, nem igazán hisznek a kijutásban. |
| Livy                      | Jordyn Curet                       | Jordyn Curet                       | Blazsó Regina                             | Munkatáborban ragadt emberek, nem igazán hisznek a kijutásban. |
| Idős rab                  | Cedric Yarbrough                   | Cedric Yarbrough                   | TBA                                       | Munkatáborban ragadt emberek, nem igazán hisznek a kijutásban. |
| Birodalmi parancsnok      | Steven Blum                        | Steven Blum                        | TBA                                       | A munkatábor vezetője. |
| Birodalmi rohamosztagosok | Matthew Wood                       | Matthew Wood                       | TBA                                       | Birodalmi rohamosztagosok, akik elkapják Cruxot. |
| Aau dala                  |                                    |                                    |                                           | |
| Aau                       | Mpilo Jantjie Dineo Du Toit (ének) | Mpilo Jantjie Dineo Du Toit (ének) | Blazsó Regina                             | Korbai kislány, aki a hangjával képes megtisztítani kyber kristályokat. |
| Abat                      | Tumisho Masha                      | Tumisho Masha                      | Koncz István                              | Aau apja, aki félti kislányát. |
| Kratu                     | Cynthia Erivo                      | Cynthia Erivo                      | Csere Ágnes                               | Egy Jedi, aki kyber kristályokat tisztított. |
| Attu                      | Faith Baloyi                       | Faith Baloyi                       | Csonka Anikó                              | Korbai bányász. |